# Dactylopodola axi
Dactylopodola axi is een buikharige uit de familie van de Dactylopodolidae. De wetenschappelijke naam van de soort werd voor het eerst geldig gepubliceerd in 2014 door Gilsa, Kieneke, Hochberg en Schmidt-Rhaesa.